# Crkva sv. Jurja u Drveniku
Crkva sv. Jurja u mjestu Drveniku, u općini Gradcu, zaštićeno kulturno dobro.

## Opis dobra
Jednobrodna crkva sv. Jurja u Drveniku izgrađena je u XV. stoljeću istočno od zaseoka Kostanići i nalazi se na groblju. Jednobrodna građevina svođena je šiljastim svodom, a u 18. stoljeću je dograđeno novo, veće svetište. Na glavnom je pročelju jednostavni profilirani ulaz iznad kojeg je osmerolisna rozeta, a u zabatu trodijelna preslica. U temeljne zidove crkve ugrađene su srednjovjekovne nadgrobne ploče.

## Zaštita
Pod oznakom Z-4877 zavedena je kao nepokretno kulturno dobro - pojedinačno, pravna statusa zaštićena kulturnog dobra, klasificirano kao "sakralna graditeljska baština".